# Eunoe etheridgei
Eunoe etheridgei är en ringmaskart som först beskrevs av Benham 1915.  Eunoe etheridgei ingår i släktet Eunoe och familjen Polynoidae. Inga underarter finns listade i Catalogue of Life.